# Jackson Brodie, détective privée (Case Histories)
 (juillet 2024).
Case Histories ( connue en français sous le nom de La Souris Bleue) (2004) est un roman policier de l'auteure britannique Kate Atkinson. Case Histories est le roman qui a fait connaître Kate Atkinson, depuis elle a publié quatre autres romans mettant en vedette Brodie : Les Choses s'arrangent mais ça ne va pas mieux (en V.O. :One Good Turn) 2006, A quand les bonnes nouvelles (en V.O. :When Will There Be Good News ?) 2008, Parti tôt, pris mon chien (en V.O. : Started Early, Took My Dog) 2010 et Trois petis tours et puis reviennent (en V.O. :Big Sky) 2019. 

## Intrigue
Le roman se déroule à Cambridge, en Angleterre. Jackson Brodie, un ancien inspecteur de police, est désormais détective privé. L'intrigue du livre tourne autour de trois tragédies familiales qui au première vue n'ont aucun lien : la disparition d'une fillette de trois ans dans un jardin, le meurtre d'un mari par sa femme à coups de hache, et le meurtre apparemment sans mobile de la fille d'un avocat. 

## Personnages
- Jackson Brodie : Le protagoniste lié aux trois affaires. Bien que longtemps blasé par son travail, il garde encore un petit espoir d'aider les gens à être bons, plutôt que de simplement les punir pour être mauvais. Il se dispute constamment avec son ex-femme et lutte toujours contre la mort de sa mère, le viol et le meurtre de sa sœur aînée et le suicide de son frère aîné, le tout en moins d'un an, alors qu'il n'avait que 12 ans. .
- Marlee Brodie : la fille précoce de Jackson, âgée de huit ans, qui l'accompagne pendant qu'il travaille. Elle a récemment commencé à porter des vêtements étriqués et à danser de manière suggestive sur des chansons de Christina Aguilera, ce qui inquiète Jackson.
- Deborah : la secrétaire de Jackson.
- Amelia Land : La deuxième aînée des sœurs Land et celle qui était avec Olivia dans la tente la nuit de sa disparition, ce qui l'a hantée pour le reste de sa vie. Elle a le sentiment d'avoir échoué en tant qu'adulte, n'ayant eu qu'une seule relation sexuelle et ayant le sentiment que personne ne pourrait jamais vraiment l'aimer. Elle invente un petit ami imaginaire, « Henry », juste pour se débarrasser des membres de sa famille et de ses collègues curieux de son manque de vie amoureuse.
- Julia Land : La troisième aînée des sœurs Land. Très fougueuse, perverse et au mœurs légère, elle se dispute et provoque constamment avec Amelia, même si elle semble cacher elle-même beaucoup de culpabilité.
- Sylvia Land : L'aînée des sœurs Land qui vit désormais dans un couvent sous le nom de Sœur Mary Luke. Elle était l'enfant la moins aimée de sa mère et est décrite même à l'âge adulte comme étant malheureuse et dégingandée à regarder. Enfant, elle a développé un amour pour Dieu de son propre aveu, ayant grandi dans une famille athée, et prétend avoir entendu Dieu pour la première fois lui parler lors d'un match de hockey. Elle a été violée par son père à plusieurs reprises au cours de son enfance et a assassiné Olivia parce qu'elle pensait que c'était le seul moyen de la garder pure pour toujours, contrairement à elle.
- Olivia Land : La plus jeune sœur de Land qui a disparu quand elle avait 3 ans. Elle était la préférée de sa mère - le seul de ses enfants qu'elle aimait réellement - et était également aimée de toutes ses sœurs aînées. Son jouet préféré était Souris Bleue (Blue Mouse) et elle l'avait avec elle partout.
- Theo Wyre : Un homme à la retraite morbidement obèse qui regrette profondément sa fille Laura et admet qu'il n'aime pas autant son autre fille, Jennifer. C'est un homme au bon cœur et anxieux, qui n'aime pas être en public car il est conscient que les gens le regardent à cause de son poids.
- Laura Wyre : la fille cadette de Theo qui a été assassinée à 18 ans. Même si son père était convaincu qu'elle était vierge, Laura avait en fait eu des relations sexuelles avec plusieurs personnes. Même si elle aimait son père, elle souhaitait aller directement à l’université d’Aberdeen pour pouvoir enfin être indépendante de lui.
- Lily-Rose : Une SDF de 25 ans qui se lie d'amitié avec Théo.
- Michelle/Caroline : Une femme qui a assassiné son mari Keith alors qu'elle avait dix-huit ans. Décrite par sa sœur comme une « maniaque du contrôle », Caroline a une vision très détachée de tout le monde dans sa vie et est semblerait-il, incapable de ressentir de l'amour pour qui que ce soit, à l'exception du bébé qu'elle porte à la fin. Malgré cela, elle garde l’apparence d’une directrice fiable.
- Binky Rain : La vieille voisine des sœurs Land qui agit bizarrement et dérange Jackson. Malgré cela, elle est tellement touchée qu'il lui parle qu'elle lui laisse l'intégralité de sa succession. Sylvia l'appelait « la sorcière » en raison de son apparence et de l'état décrépit de son jardin.

## Critique littéraire
Kirkus Reviews a trouvé ce roman révélateur du talent dont Kate Atkinson avait déjà fait preuve dans son premier roman primé, « de retour en forme »  avec cette histoire. Atkinson est « une conteuse captivante ». Il s’agit d’un «livre captivant qu'on ne peut lâcher, qui plonge au cœur de la tristesse, de la cruauté et de la perte », qui « donne finalement à son charmant pi… une chance de bonheur et une certaine mesure de réconciliation avec le passé ».

## Adaptations
- Une adaptation  du livre en version audio et abrégée est sortie, avec Jason Isaacs comme narrateur.
- Une version audio intégrale du livre, racontée par Susan Jameson.
- Une adaptation télévisée de 6 épisodes racontant les trois premiers livres d'Atkinson (Souris bleue, Les choses s'arrangent mais ça ne va pas mieux, À quand les bonnes nouvelles ?) puis une deuxième saison adaptant à son tour 3 autres livres ( Parti tôt, pris mon chien, Le Mal-aimé, Jackson et les Femmes) de la série Brodie ont été produites pour la BBC sous le titre général Jackson Brodie, détective privée (Case Histories) 2011. La série met en vedette : Jason Isaacs dans le rôle de Brodie.